# Crispin de Viterbe
Pour les articles homonymes, voir Saint Pierre.
Pietro Fioretti est un  religieux italien de l'ordre des Frères mineurs capucins, ayant pris comme nom de religion Crispin de Viterbe. Il est né à Viterbe le 13 novembre 1668 et décédé à Rome le 19 mai 1750. 
Il occupa plusieurs fonctions pour son ordre dans des villes autour de Rome où il devint une figure populaire, également apprécié par divers nobles et prélats - le pape Clément XI lui rendit visite pour lui demander conseil et soutien. Son sens de l'humour chaleureux, sa modestie et sa sagesse de vie simple et modeste ont été agrémentés par quelques miracles au cours de son existence. Profondément attaché à la Vierge Marie dès son plus jeune âge, il se plaça sous sa protection et diffusa son culte. 
Reconnu saint catholique, il est fêté le 19 mai.  

## Biographie
Pietro Fioretti est né le 13 novembre 1668 à Viterbe dans le Latium en Italie de parents ouvriers. Dès son plus jeune âge, sa mère lui inspira une grande dévotion à la Vierge Marie. Chaque fois qu'elle emmenait son fils à l'église, ils s'arrêtaient devant l'autel de la Vierge, et elle lui disait « Voilà ta vraie Mère ». Tout enfant, il perdit son père et fut placé chez un oncle cordonnier. Avec les quelques sous qu'il gagnait, Pietro allait acheter des fleurs pour les apporter à la Sainte Vierge. Grâce au soutien d'un père carme, il put aller dans des écoles dirigées par les Jésuites. 
À l'âge de 25 ans, touché et inspiré par une procession franciscaine, il eut envie de rejoindre les Frères capucins. Malgré sa faible santé, il voulait servir Dieu. Il intégra donc le couvent et prit le nom de Crispin en hommage aux patrons des cordonniers Crispin et Crispinien (ou Crépin et Crépinien).  
Il s'engagea à copier les vertus d'un saint célèbre de son ordre, Félix de Cantalice, qu'il choisit comme modèle. Il développa aussi un intérêt plus prononcé aux vies saintes de Claire d'Assise, Fidèle de Sigmaringen et Joseph de Leonessa.      
Il prit l'habitude de se contenter de peu sans ménager ses efforts. Il se levait tôt le matin pour méditer avant d'assister aux offices. Pour le déjeuner, il prenait une soupe de légumes ou un morceau de pain trempé dans l'eau. Il pratiquait souvent l'aumône, et sortait régulièrement pour visiter les condamnés de la prison locale, ainsi que les malades des hôpitaux et des infirmeries alentour.  
Il exerça toutes les tâches ancillaires qu'on lui demandait : bêcher le jardin, quêter, faire la cuisine, soigner les malades, etc., tâches dont il s'acquittait dans la joie et la bonne humeur constantes. Le frère infirmier disait de lui : « Frère Crispin n'est pas un novice, mais un ange ». Il fut également cuisinier au couvent de Tolfa : « Une cuisine pauvre dans une cuisine propre »  était sa devise.
Pendant quarante ans il fut surtout moine quêteur pour son couvent d'Orvieto. Tout en demandant des moyens à ceux qu'il sollicitait, et souvent du pain pour lui, il leur parlait de Dieu et de la Vierge Marie pour laquelle il avait toujours une aussi profonde dévotion. D'ailleurs, quand on lui soumettait des cas douloureux ou difficiles, il répondait : « Laissez-moi parler un peu avec Madame ma Mère (mia Signora Madre), puis revenez me voir ».
De 1703 à 1709, il partagea le quotidien des Capucins de Monterotondo.
Il mourut à Rome le 19 mai 1750 d'une pneumonie, laissant à tous ses contemporains le souvenir d'un saint homme joyeux, partageant sa bonne humeur, témoignant de sa foi sans limite devant ses frères tout en accomplissant les plus humbles besognes.

## Anecdotes sur sa vie (tradition)
- Sa mère lui avait enseigné de mettre toute sa confiance dans la Vierge Marie et d'avoir recours à elle en toutes circonstances. Un jour qu'il était monté sur un arbre avec trois camarades, une branche se cassa, et ils tombèrent sur des pierres. Le petit Pietro s'écria aussitôt : « Sainte Vierge Marie, venez à mon aide ! ». Ses trois camarades furent gravement blessés et seul Pietro se releva sans une égratignure[4].

- Dans tous les couvents où on l'envoyait, Crispin dressait à son usage un petit autel à Marie. Un jour qu'il y avait placé deux belles fleurs, elles furent volées par deux malandrins. Le lendemain, un religieux lui donna deux cierges ; Crispin les alluma et sortit pour aller cueillir des légumes dans le jardin ; le religieux qui les lui avait donnés les enleva, et se cacha pour voir comment Crispin allait réagir. À son retour, Crispin, ne voyant plus les cierges, se plaignit à Marie: « Comment ! Hier les fleurs et aujourd'hui les cierges ! Ô ma Mère, Vous êtes trop bonne ; bientôt on Vous prendra Votre Fils dans les bras et Vous n'oserez rien dire ! ».

- Quand on le plaignait de son excès de travail, il disait en riant le mot de saint Philippe Néri : «  Le paradis n'est point fait pour les lâches ! ».

- Un jour, une maladie contagieuse se répandit dans son couvent. Son supérieur lui demanda : « Voulez-vous risquer votre vie et aller soigner vos frères ? ». Crispin lui répondit : « Voulez-vous ? J'ai laissé ma volonté à Viterbe, en entrant chez les Capucins ». Il alla soigner tous ses frères sans jamais être atteint par l'épidémie.

- Il aimait beaucoup aller quêter pour sa communauté et s'appelait lui-même « l'âne des Capucins ». Si, pour l'éprouver, on l'insultait, il s'écriait : « Dieu soit loué ! On me traite ici comme je le mérite ».

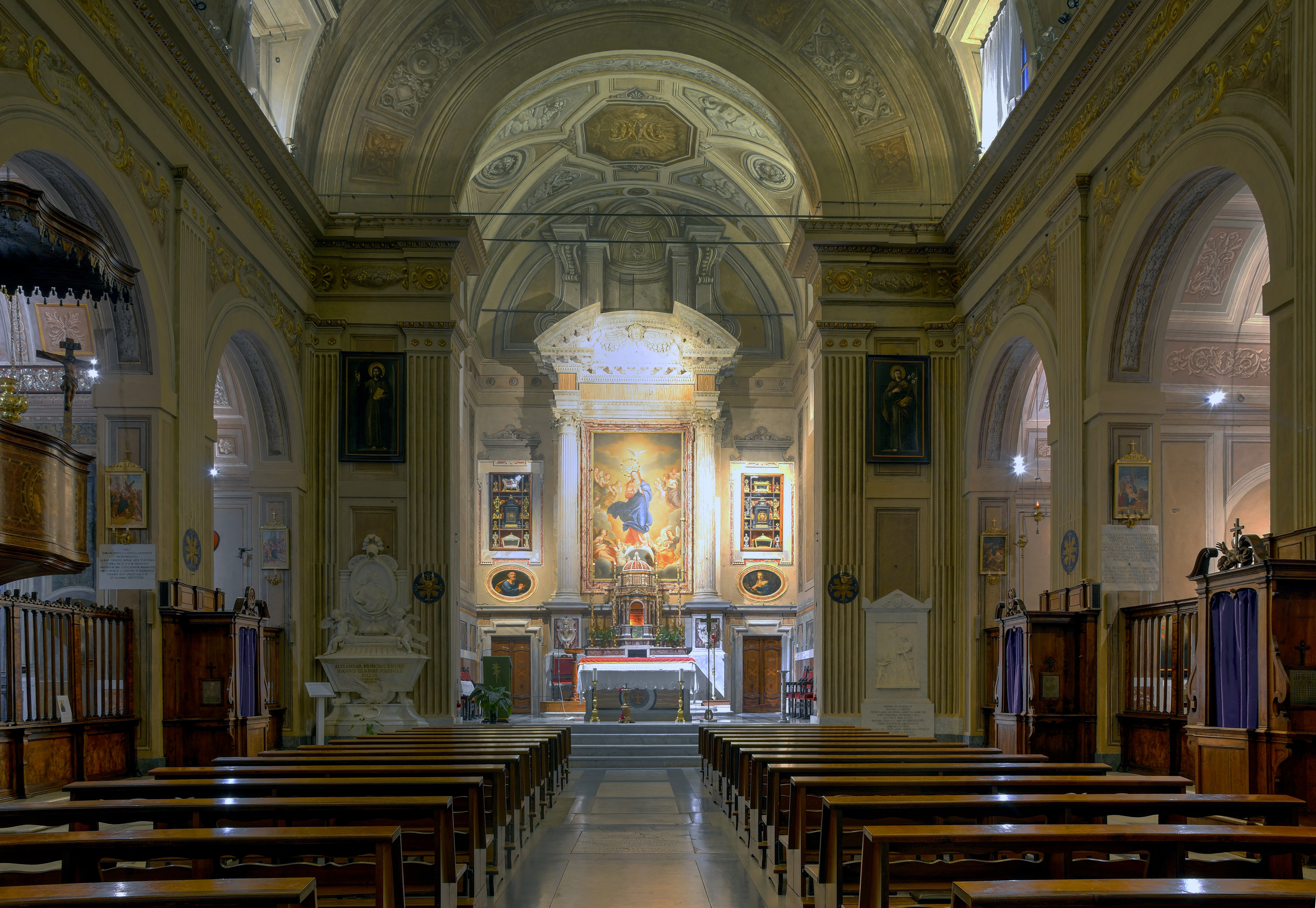
Intérieur de l'église Santa Maria della Concezione dei Cappuccini à Rome où repose son corps incorrumpu.

## Béatification et canonisation
Crispin de Viterbe a été béatifié le 7 septembre 1806 à Rome par le pape Pie VII, puis canonisé le 20 juin 1982 par le pape Jean-Paul II.
Son corps, trouvé parfaitement conservé en 1959 lors d'une exhumation, repose sous un autel latéral de l'église Santa Maria della Concezione dei Cappuccini à Rome.

### Biographies et sources
- (it) Vatican, Crispino da Viterbo, https://www.vatican.va/news_services/liturgy/saints/ns_lit_doc_19820620_crispino_it.html
- Abbé L. Jaud, Vie des Saints pour tous les jours de l'année - Tours - Mame- 1950
- Mgr Pie de Langogne, Le Saint joyeux ou la Vie du Bienheureux Crispin de Viterbe, d'après l'ouvrage du R.P. Ildefonse de Bard, Éditions Charles Poussielgue, 1901, lire en ligne sur BnF Gallicaédition originale d'Ildefonse de Bard, Édition P. Lethielleux, Paris, 1889, lire en ligne sur BnF Gallica